# Athletissima 2011
L'Athletissima 2011 è stato la 36ª edizione dell'annuale meeting di atletica leggera, e si è disputato allo stadio polifunzionale Stade Olympique de la Pontaise di Losanna, dalle ore 17:30 alle 21:55 UTC+2 del 30 giugno 2011. Il meeting è stato la settima tappa del prestigioso circuito di atletica leggera IAAF Diamond League 2011.

## Programma
Il meeting ha visto lo svolgimento di 19 specialità, 10 maschili e 9 femminili: di queste, 8 maschili e 8 femminili erano valide per la Diamond League. Oltre a queste, erano inserite in programma delle gare di livello inferiore, altre per atleti under18 e un 1500 metri per atleti su sedia a rotelle.
| #  | Orario | Specialità             |
| -- | ------ | ---------------------- |
| 1  | 18:45  | Salto con l'asta       |
| 2  | 19:00  | Lancio del giavellotto |
| 3  | 20:03  | 400 m                  |
| 4  | 20:25  | 110 m hs               |
| 5  | 20:35  | 800 m                  |
| 6  | 20:35  | Salto triplo           |
| 7  | 20:50  | Getto del peso         |
| 8  | 21:05  | 100 m                  |
| 9  | 21:25  | 400 m hs               |
| 10 | 21:42  | 5000 m                 |

| # | Orario | Specialità        |
| - | ------ | ----------------- |
| 1 | 17:30  | Lancio del disco  |
| 2 | 18:40  | Salto in lungo    |
| 3 | 19:15  | Staffetta 4×100 m |
| 4 | 20:10  | 3000 m siepi      |
| 5 | 20:30  | Salto in alto     |
| 6 | 20:45  | 100 m hs          |
| 7 | 20:55  | 400 m             |
| 8 | 21:15  | 1500 m            |
| 9 | 21:35  | 200 m             |

     Specialità valide per la Diamond League

## Risultati
Di seguito i primi tre classificati di ogni specialità. Con w si indica una prestazione con vento favorevole superiore a 2 m/s.

### Uomini
| Specialità             |                     | Prestazione | 2º classificato    | Prestazione | 3º classificato     | Prestazione |
| 100 m                  | Asafa Powell        | 9.78        | Michael Frater     | 9.88        | Christophe Lemaitre | 9.95 =      |
| 400 m                  | Jermaine Gonzales   | 45.27       | Kévin Borlée       | 45.37       | Tabarie Henry       | 45.57       |
| 800 m                  | David Rudisha       | 1'44.15     | Marcin Lewandowski | 1'45.01     | Amine Laalou        | 1'45.11     |
| 5000 m                 | Vincent Chepkok     | 12'59.13    | Imane Merga        | 12'59.47    | Eliud Kipchoge      | 12'59.71    |
| 110 m hs               | Dayron Robles       | 13.12       | Dwight Thomas      | 13.16       | Jason Richardson    | 13.17       |
| 400 m hs               | David Greene        | 48.41       | Javier Culson      | 48.73       | Justin Gaymon       | 49.21       |
| Salto triplo           | Teddy Tamgho        | 17.91 m     | Phillips Idowu     | 17.52 m     | Alexis Copello      | 17.06 m     |
| Salto con l'asta       | Renaud Lavillenie   | 5.83 m =    | Malte Mohr         | 5.73 m      | Lázaro Borges       | 5.63 m      |
| Getto del peso         | Christian Cantwell  | 21.83 m     | Ryan Whiting       | 21.76 m     | Tomasz Majewski     | 21.55 m     |
| Lancio del giavellotto | Andreas Thorkildsen | 88.19 m     | Sergej Makarov     | 87.12 m     | Matthias De Zordo   | 83.65 m     |

     Atleti al primo posto nella classifica di specialità.
     Prestazione che stabilisce il nuovo record del meeting.

### Donne
| Specialità        |                      | Prestazione | 2ª classificata                | Prestazione | 3ª classificata  | Prestazione |
| 200 m             | Marija Rjemjen'      | 22.85       | Debbie Ferguson                | 22.93       | Olesja Povch     | 23.04       |
| 400 m             | Amantle Montsho      | 50.23       | Sanya Richards                 | 50.61       | Natasha Hastings | 51.07       |
| 1500 m            | Morgan Uceny         | 4'05.52     | Hanna Miščenko                 | 4'06.00     | Hind Dehiba      | 4'06.58     |
| 100 m hs          | Sally Pearson        | 12.47 w     | Danielle Carruthers            | 12.48       | Tiffany Porter   | 12.64       |
| 3000 m siepi      | Milcah Chemos Cheywa | 9'19.87     | Sofia Assefa                   | 9'20.50     | Mercy Njoroge    | 9'20.51     |
| Salto in lungo    | Brittney Reese       | 6.85 m      | Dar'ja Klišina                 | 6.76 m      | Shara Proctor    | 6.66 m      |
| Salto in alto     | Anna Čičerova        | 1.95 m      | Svetlana Školina Vita St'opina | 1.90 m      |                  |             |
| Lancio del disco  | Yarelis Barrios      | 64.29 m     | Aretha Thurmond                | 63.85 m     | Nadine Müller    | 63.58 m     |
| Staffetta 4×100 m | Germania             | 43.35       | Svizzera                       | 43.90       | Lituania         | 44.70       |

     Atlete al primo posto nella classifica di specialità.
     Prestazione che stabilisce il nuovo record del meeting.